# Gilbertella persicaria
Gilbertella persicaria är en svampart som först beskrevs av E.D. Eddy, och fick sitt nu gällande namn av Hesselt. 1960. Gilbertella persicaria ingår i släktet Gilbertella och familjen Choanephoraceae.   Inga underarter finns listade i Catalogue of Life.